# Katharina von Schwarzburg-Blankenburg

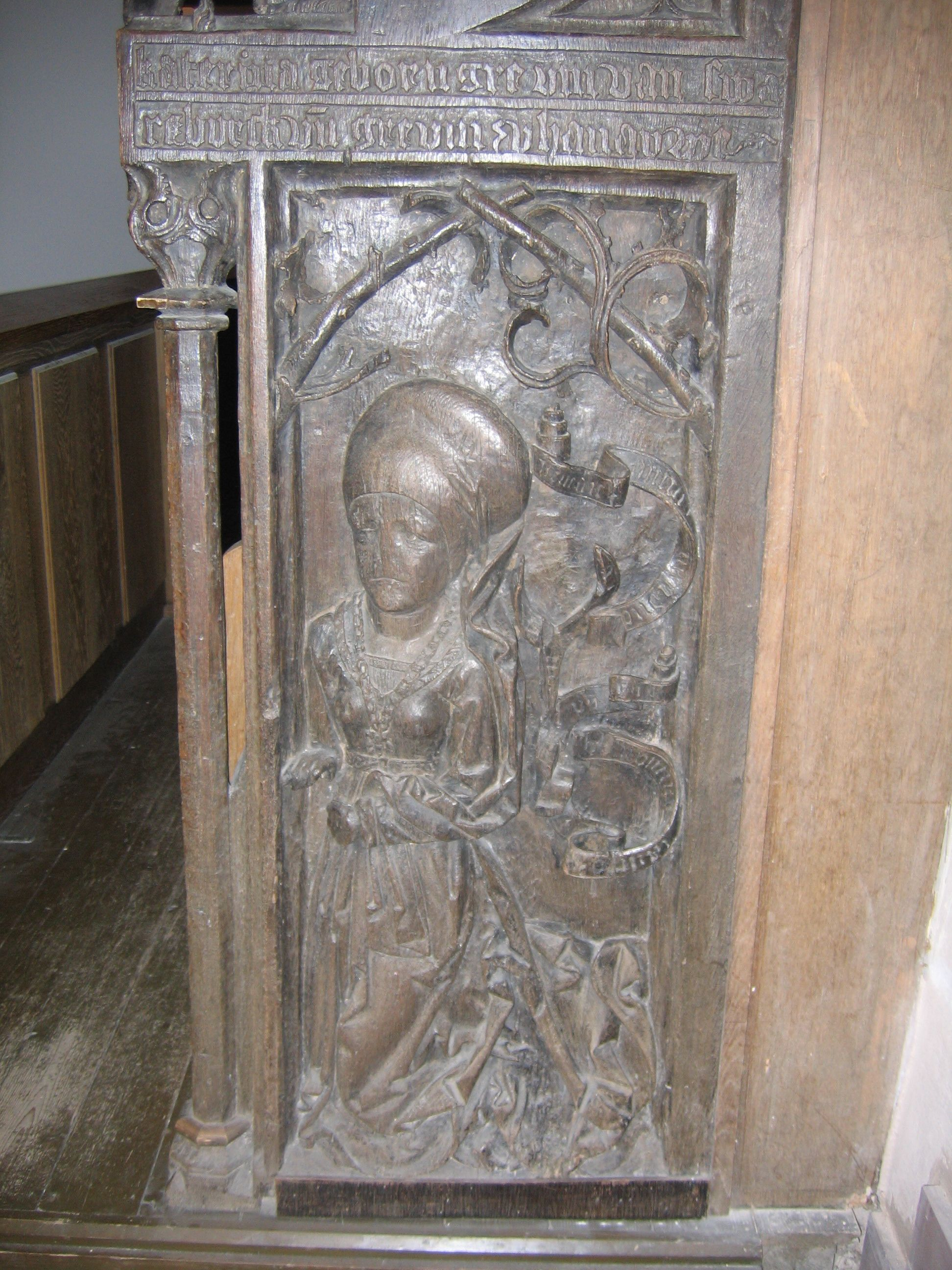
Darstellung der Gräfin Katharina von Schwarzburg auf einer Chorstuhlwange in der Marienkirche Hanau

Katharina von Schwarzburg-Blankenburg (* nach 1470; † 27. November 1514) war die Frau des Grafen Reinhard IV. von Hanau-Münzenberg (* 14. März 1473; † 30. Januar 1512).
Sie war eine Tochter von Günther XXXVIII. von Schwarzburg-Blankenburg (* 1450; † 1484) und der Katharina von Querfurt († 1521).
Katharina und Reinhard heirateten am 13. Februar 1496. Als Mitgift bekam die Braut den Anteil an der Pfandschaft über die Reichsstadt Gelnhausen, den die Grafen von Schwarzburg hielten, und 4000 Gulden darüber hinaus. Mit diesem Anteil an Gelnhausen erwarben die Grafen von Hanau einen wichtigen Stützpunkt im Kinzigtal, der die „Obergrafschaft“ um Schlüchtern und Steinau an der Straße und die „Untergrafschaft“ um Hanau verband. Katharina und Reinhard hatten vier Kinder:
1. Anna (* 22. Mai 1498; † noch im selben Jahr)
2. Berthold (* 12. Juli 1499; † 27. April 1504), bestattet im Chor der Marienkirche in Hanau
3. Philipp II. (1501–1529)
4. Balthasar (1508–1534)

Katharina ist auf der nordöstlichen Wangen des Chorgestühls in der Marienkirche in Hanau abgebildet, die gegenüberliegende zeigt ihren Mann.
Nach ihrem Tod wurde sie in der Marienkirche in Hanau bestattet.